# Yannick Saillet
Pour les articles homonymes, voir Saillet.
 (octobre 2014).
Yannick Saillet est un réalisateur français né le 23 novembre 1976 à Caen.

## Biographie
Fils de militaire, il a passé son enfance entre l’Afrique, l’Asie et l’Europe. À dix-sept ans il décide de vendre la voiture de ses parents pour permettre de financer son premier court-métrage « Mon premier acte » avec Richard Bohringer et Roland Blanche.
Il travaille ensuite comme assistant réalisateur pour Serge Gainsbourg, Margarethe von Trotta, Olivier Assayas entre autres. Il clôt sa carrière d’assistant sur le tournage de la série télévisée « Dallas ».
De 1993 à 2007, il réalise plus de 160 Clips Vidéos pour des artistes français et internationaux tels que Curt Smith (Tears for Fears), Marc Almond (Soft Cell), Céline Dion, Garou, Yannick Noah ou Jay Jay Johanson. Aussi, depuis 1998 il réalise chaque année les clips des Enfoirés pour « les Restos du cœur ».
Il est récompensé en 2003 par une Victoire de la musique pour le clip Tournent les violons de Jean-Jacques Goldman. En 2013, il réalise son premier long métrage Piégé avec Pascal Elbé et Laurent Lucas.

## Filmographie

### Cinéma

#### Longs métrages
- 2014 : Piégé avec Pascal Elbé et Laurent Lucas

#### Courts métrages
- 1986 : Mon premier acte avec Richard Bohringer et Roland Blanche
- 1988 : 5150 avec Philippe Volter, Mouss Diouf et Eric Aubrahn
- 1990 : Trouble avec Michel Feller, Dominique Pinon, Julie Delpy et Thierry Frémont
- 1995 : Les Derniers Mots avec José Garcia, Jacno, Edith Fambuena, Nicolas Baby et Elisa Tovati
- 2005 : Une folle envie avec Arnaud Henriet et Sophie Baudin

### Télévision
- 2018 : Good luck Mr Gorsky avec Dinara Droukarova et Lou Gala

### Clips
- 1992 : Arthur H, L'Aveugle au volant
- 1994 : Lilicub, Voyage en Italie
- 1995 : Jacno et Romane Bohringer, L'Hymne à ma mauvaise foi
- 1996 : Les Valentins, On le sait
- 1996 : Indochine, Drugstar
- 1996 : Jean-Louis Murat, À quoi tu rêves ?
- 1996 : Indochine, Satellite
- 1998 : Jay-Jay Johanson, Milan, Madrid, Chicago, Paris
- 1998 : Céline Dion, Zora sourit
- 1998 : Céline Dion, S'il suffisait d'aimer
- 1999 : Tarkan, Şıkıdım
- 1999 : Tina Arena, Aller plus haut
- 2000 : Yannick Noah, Simon Papa Tara
- 2000 : Marc Almond, Glorious
- 2001 : Jean-Jacques Goldman, Ensemble
- 2001 : Jean-Jacques Goldman, Tournent les violons
- 2001 : Jean-Jacques Goldman, Les Choses
- 2001 : Laurent Voulzy, Amélie Colbert
- 2002 : Jean-Jacques Goldman, Je voudrais vous revoir
- 2003 : Céline Dion, Tout l'or des hommes
- 2003 : Patrick Bruel, Qu'est ce qu'on attend ?
- 2003 : Céline Dion, Je t'aime encore
- 2006 : Garou, L'Injustice
- 2006 : Nouvelle Vague, Don't go
- 2007 : Alain Chamfort, La Décadence
- 2007 : Curt Smith, Seven of Sunday
- 2008 : Grégoire, Toi + Moi
- 2009 : Laurent Voulzy, Rockollection[2]

## Distinctions
- 2003 : Victoire de la musique pour le vidéo-clip de l'année (Jean-Jacques Goldman, Tournent les violons)[3]